# Al-Kitab (Malaysia)

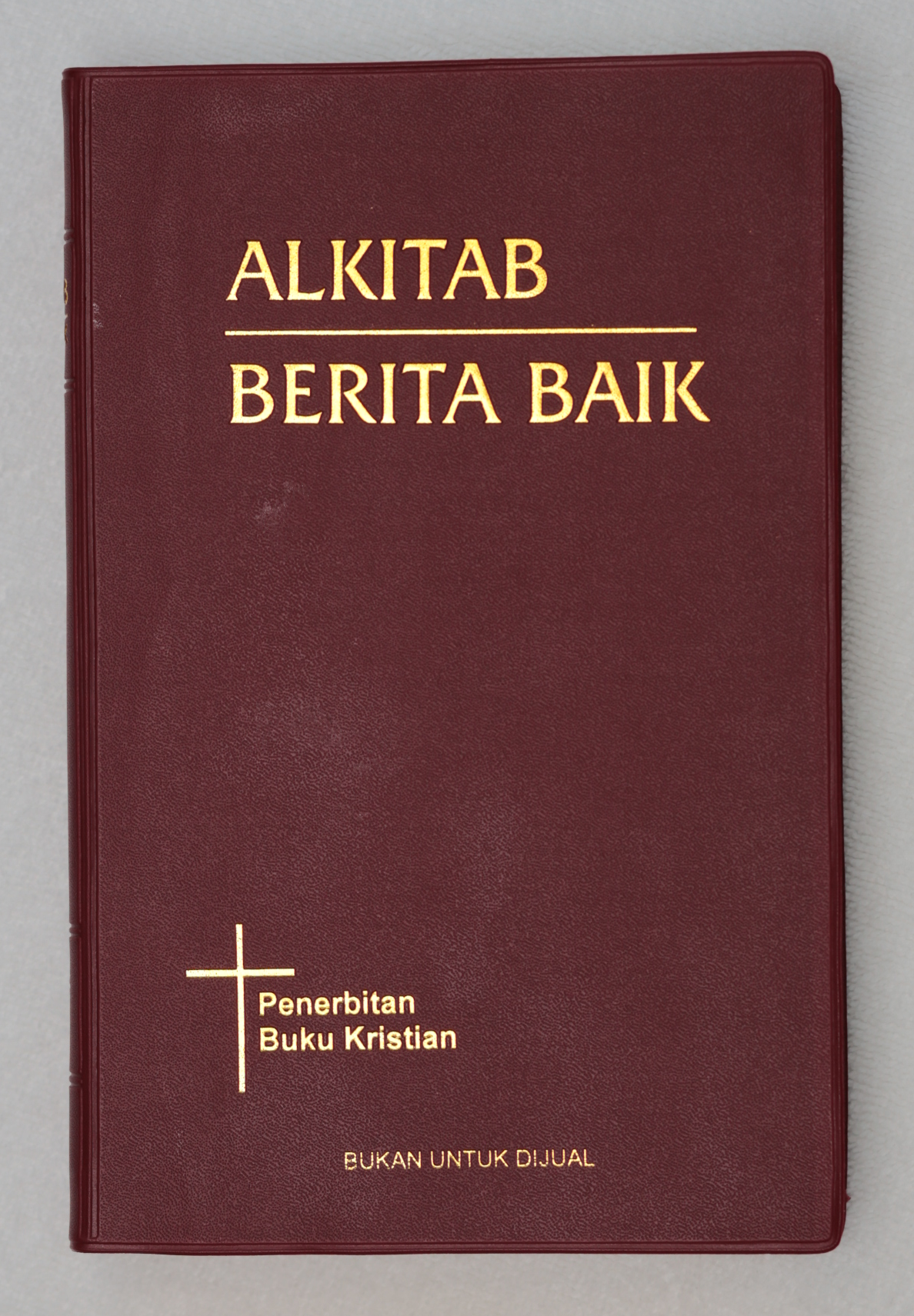
Die Al-Kitab mit dem vom malaysischen Innenministerium vorgeschriebenen Hinweis Penerbitan Buku Kristian (Christliche Publikation)

Innerhalb von Malaysia bezeichnet Alkitab oder Al-Kitab die in malaiischer Sprache abgefasste Bibel.

## Geschichte
Eine erste Übersetzung des Matthäusevangeliums in die malaiische Sprache wurde bereits 1612 angefertigt und 1629 als Buchdruck veröffentlicht. Sie wurde vom niederländischen Kaufmann Albert Cornelisz Ruyl angefertigt. Ein Exemplar dieses Buchs mit dem Titel Iang Testamentum Baharu: Evangelium Mulkadus Bersuratnja Kepada Mattheum ist in der Öffentlichen Bücherei in Stuttgart erhalten geblieben.
Ruyl fertigte mithilfe anderer Autoren weitere Übersetzungen an. Die Druckausgabe der vier Evangelien und der Apostelgeschichte erschien 1651, gefolgt von den Psalmen im darauffolgenden Jahr. 1668 erschien das erste komplette Neue Testament in malaiischer Sprache, angefertigt durch Rev. Daniel Brouwerious. Diese Übersetzung litt am übermäßigen Gebrauch portugiesischer Lehnwörter, die einem leichten Verständnis abträglich waren.
Erst im 18. Jahrhundert wurde ein erster Versuch übernommen, die komplette Bibel ins Malaiische zu übersetzten. Melchior Leijdecker, ein im heutigen Jakarta niedergelassener holländischer Mediziner mit theologischer Ausbildung fertigte 1773 eine erste Komplettübersetzung an, die unter dem Titel Elkitab, Ija itu segala Surat Perdjandjian Lama dan Baharuw in lateinischen Lettern in Amsterdam gedruckt wurde. 25 Jahre später, im Jahr 1758, erschien eine fünfbändige Ausgabe der malaiischen Bibel in Jawi.
Leijdecker’s malaiische Bibel wurde ausgiebigen Revisionen im 19. Jahrhundert unterzogen. Die Editoren kamen nun allesamt aus Indonesien und der malaiischen Halbinsel. Gleichzeitig gab es eine weitere Übersetzung durch einen holländischen Missionar namens Cornelius Klinkert, die auf der malaiischen Sprachvarianten von Semarang auf Java basiert. 1879 war die vollständige Übersetzung fertiggestellt und stellte eine zweite wesentliche Basis der Bibelübersetzung ins Malaiische dar.
Ende des 19. Jahrhunderts und Anfang des 20. Jahrhunderts fertigte der in Singapur wirkende methodistische Missionar William Girdlestone Shellabear eine neue Übersetzung an, die speziell auf der malaiischen Sprachvariante von Malaya basierte und sich damit von den bisherigen "indonesischen Varianten" abhob. Shellabear ist auch für sein Neues Testament in Baba Malay bekannt.
In den 1930er Jahren gab es erste Bestrebungen, die drei existierenden Übersetzungen durch eine einheitliche malaiische Übersetzung abzulösen. Es dauerte aber bis 1974, bis dieses Projekt abgeschlossen werden konnte. Die "Neue Übersetzung" oder "INT" wurde unter dem Namen Terjemahan Baru bekannt und war die erste wirklich ökumenische Indonesische Bibel. Diese Übersetzung folgte im Wesentlichen einer Wort-für-Wort-Übersetzung (formal equivalence translation) die die Charakteristik der Ursprungssprache bewahrte. Die INT wurde auch von den malaysischen Kirchen genutzt, aber bald erkannte man, dass eine echte malaysische Bibelübersetzung notwendig ist, um den Inhalt der Bibel akkurat und ohne die im feinen Unterschied zwischen der malaysischen und indonesischen Sprache liegende Quelle von Missverständnissen wiederzugeben. Zur gleichen Zeit war der Methodistenpriester Rev. Elkanah T. Suwito damit beschäftigt, eine Übersetzung nach Bahasa Malaysia unter Verwendung der dynamisch-funktionalen Äquivalenzmethode (dynamic/functional equivalence method) anzufertigen, die den Schwerpunkt darauf legte, anstelle einer wörtlichen Übersetzung die Bedeutung eines Textes zu transportieren. 1974 wurde zuerst das Neue Testament unter dem Titel Perjanjian Baru: Berita Baik Untuk Manusia Moden veröffentlicht, gefolgt von der vollständigen Bibel in malaysischer Sprache im Jahr 1987. Ihr vollständiger Titel lautete Alkitab: Berita Baik Untuk Manusia Moden (TMV).
Schon bald nach der Erstveröffentlichung entstand die Notwendigkeit einer Revision, um Unzulänglichkeiten in der Rechtschreibung, Übersetzungsfehler, nicht-übersetzte indonesische Ausdrücke und dergleichen zu korrigieren. Diese mit immensem personellen Aufwand durchgeführte Überarbeitung resultierte in der Alkitab Berita Baik (TMV96), die Ende 1996 veröffentlicht wurde.

## Besonderheiten der malaysischen Übersetzung
Die Besonderheit der malaysischen Bibelübersetzung liegt in der Verwendung des Wortes “Allah”. 1985 und dann noch einmal 1989 votierten die Oberhäupter der beteiligten Kirchen für die Verwendung dieses Ausdrucks und zwar aus wissenschaftlichen und historischen Gründen.
Das arabische Lehnwort “Allah” ist ein Kognat der hebräischen Namen für Gott: ʾelôah, gebräuchlicher in der formalen Pluralform ʾelōhîm (hebräisch אלהים). ʾelôah / ʾelōhîm. So beteten arabische Christen bereits vor der Entstehung des Islam zu Allah und auch christliche Theologen benutzten das Wort in der arabischen Schriftsprache. Alle Bibelübersetzungen, angefangen mit der ersten Printausgabe des Matthäusevangelium durch Ruyl im Jahr 1629, der ersten und zweiten Komplettübersetzung durch Leijdecker (1733) und Klinkert (1879) und alle nachfolgenden Übersetzungen verwendeten den Ausdruck "Allah".

## Einschränkungen in Malaysia
Die Bibel – der volle Titel lautet ALKITAB – Berita Baik oder (deutsch) Das Buch – Die gute Nachricht wird von der malaysischen Bibelgesellschaft in Petaling Jaya im Bundesstaat Selangor herausgegeben.
Das Kementeriam Keselamatan Dalam Negeri (Ministerium für Innere Sicherheit) knüpfte in der jüngeren Vergangenheit die Herausgabe der Bibel in malaysischer Sprache an verschiedene Bedingungen:
- Auf dem Einband der Bibel muss deutlich sichtbar ein Kreuz angebracht werden, verbunden mit den Worten Penerbitan Buku Kristian (deutsch: "Christliche Publikation"). Die Anordnung vom 22. Dezember 2005 sollte dazu dienen, Verwechslungen unter der muslimischen Bevölkerung zu vermeiden.[5]

- Die Bibel darf nicht öffentlich verteilt oder verkauft werden, sondern darf nur innerhalb der Räumlichkeiten christlicher Gemeinschaften weitergegeben oder verkauft werden. Die Anordnung vom 11. Mai 2006 sollte dazu dienen, die muslimischen Gemeinschaften in Malaysia nicht zu verwirren. Deshalb sei der Einband mit der Aufschrift “Untuk Penganut Beragama Kristian” (deutsch: "Für Mitglieder christlicher Gemeinschaften") zu versehen.[5]

## Kontroversen
Die Verwendung des Ausdrucks Allah in der malaysischen Sprache für Gott sorgt immer wieder in Malaysia zu Auseinandersetzungen mit islamischen Fundamentalisten, die eine exklusive Verwendung des Wortes Allah durch Muslime fordern.
Eine Eskalation drohte Anfang Januar 2014, als das Islamische Religionsamt JAIS ohne rechtliche Grundlage mit polizeilicher Unterstützung in die Räumlichkeiten der Bible Society of Malaysia eindrang und 300 Exemplare des ALKITAB konfiszierte.